# 克林贡
克林贡（英语：Klingons，tlhIngan(tlh/I/ng/a/n)）是《星际旅行》虚构宇宙中一个好战的外星种族。在《星际旅行：初代》中，他们是星际联邦的敌手，但在后来的5部衍生电视剧中，克林贡人逐渐变成了联邦的盟友——尽管这个他们的同盟并不是十分稳定。
由剧作家吉恩·庫恩（Gene L. Coon）创造的克林贡人，于1967年引入了《初代》的一集《仁義之師》（Errand of Mercy）中。他们的名字取自威布爾·克林贡（Wilbur Clingan）中尉，他曾与《星际旅行》的创造者吉恩·罗登伯里在洛杉矶警察局共事过。

## 文化與特性
- 克林貢人是好戰且重視榮譽的民族。
- 克林貢人額頭至頭頂有明顯的骨突，但有些就沒有而樣子與地球人相似，沒有骨突的是因為他們感染了自國基因改造過來的強化病毒導致變異而造成的，而感染者也會把這個的特徵傳給後裔。亦有些因為是跟外星人通婚，子孫也跟外星種族繁衍了許多代使得這個特徵慢慢消失。
- 克林貢帝國體制是由最高議會統帥，但仍有其他勢力林立。
- 克林貢人愛飲的酒精飲料是用血加上糖釀製而成的血酒（Bloodwine），烈性頗高，多數克林貢人以外的人種是不能承受的。
- 克林貢人無法接受殘障的事實，若不幸殘廢，他們會要求家人結束自己的生命。
- 克林貢人的葬禮儀式，在死者剛死亡時，其他人用手睜大死者雙眼，然後會對著天空長嘯，宣告又有另一位戰士要進入天堂，對遺體的處置並無特定習俗。
- 克林貢人的解剖學顯示，體內構造非常複雜，有著八心房的心臟，體內有23條肋骨，對於維持生命的器官與神經系統均有備份，當其一失去作用時，另一器官會開始運作，在企業號D型服役的沃夫上尉曾因脊椎受到重擊，而動過手術，當時醫官以為他的中樞神經失去作用，但中樞神經亦有備份，而使得沃夫的手術成功。
- 克林貢人慣用Bat'leth當做近戰武器。

## 闇黑無界
2013年電影《暗黑無界》亦有克林貢人出場，但當時星際聯邦尚未與克林貢人結盟。